# Danamadji
Danamadji  è un comune del Ciad situato nel dipartimento di Grande Sido, provincia di Moyen-Chari.